# Смирновский район
Смирновский район — административно-территориальная единица в составе Горьковской и Арзамасской областей, существовавшая в 1945—1957 годах. Центр — село Смирново.
Смирновский район был образован 11 июля 1945 года в составе Горьковской области.
В состав района вошли следующие территории:
- из Гагинского района: Большеаратский, Чапаровский, Шараповский с/с
- из Шатковского района: Алемаевский, Вечкусовский, Костянский, Мисюрихинский, Нелединский, Смирновский, Спасский с/с.

7 января 1954 года Смирновский район был передан в Арзамасскую область.
В июне 1954 года Чапаровский с/с был присоединён к Шараповскому, Алемаевский — к Смирновскому, Вечкусовский и Нелединский — к Костянскому.
23 апреля 1957 года Смирновский район был возвращён в Горьковскую область.
15 ноября 1957 года район был упразднён. При этом Большеаратский и Шараповский с/с были переданы в Гагинский район, а Костянский, Мисюрихинский, Смирновский и Спасский с/с — в Шатковский район.